# HK P11手槍
HK P11，是德國武器製造商黑克勒&科赫生產的一款水下槍械（Underwater firearm）。直到现在，HK公司从没有正式公布过这支秘密研制的水下手枪的资料。有资料指P11是在1970年代研制，并在1976年投入使用。
美国三角洲部队至少已经购买了100支HK P11，其容弹量是5发7.62×36mm口径的飞镳弹，没有弹匣，不能自动装填，子弹密封在弹膛兼枪管内，靠电击发。由于没有弹匣，枪管和弹匣是整个更换的。HK P11的枪声比MP5SD略大，射程50米，水下射程10～15米。

## 使用國
- 比利时
- 丹麦
- 法國
- 德国
- 印度
- 以色列
- 意大利
- 马来西亚
- 荷蘭
- 挪威
- 英国
- 美国

## 相關連結
- COP 357德林加手槍
- 三角洲部队
- APS水下突擊步槍
- DoubleTap德林加手槍

## 外部連結
- HKPRO: The HK P11
- P11 Underwater Pistol - SBS Weapons - Special Boat Service
- Modern Firearms: Heckler Koch HK P11 underwater pistol
- Securityarms: Heckler & Koch P11 Underwater Pistol（页面存档备份，存于）